# Galeote Pereira
Galeote Pereira (ou Galiote Pereira) foi um soldado, escritor e mercador português do século XVI, lutando ao serviço da coroa e comerciando por conta própria.
Passou três anos e meio preso na província chinesa de Fujian e Guangxi depois de ter sido capturado pelas autoridades chinesas por pirataria. Depois de fugir da China ele escreveu o relato da sua aventura sob o título Algumas cousas sabidas da China. Sendo um dos primeiros relatos conhecidos de um ocidental sobre a vida na China Ming; na verdade, é a primeira descrição exclusiva feita por um português da China, e a primeira dessa civilização por um visitante europeu leigo (não clerical) desde Marco Polo.

## Biografia
Galeote Pereira era filho do alcaide-mor de Arraiolos, Fernão Pereira, e de sua segunda mulher D. Maria de Berredo, e meio irmão de Ruy Pereira I. Conde da Feira, terá nascido entre 1510 e 1520. Embarcou para a Índia em 1534 na armada do Governador Martim Afonso de Sousa. Galeote Pereira e Diogo Pereira (grande amigo do padre Francisco Xavier) ajudaram em 1548 a defender o reino siamês de Aiutaia contra o exército invasor do rei Tabinshwehti de Pegu na Guerra birmanês-siamesa, por molde a salvaguardar os interesses do Estado Português da Índia na região

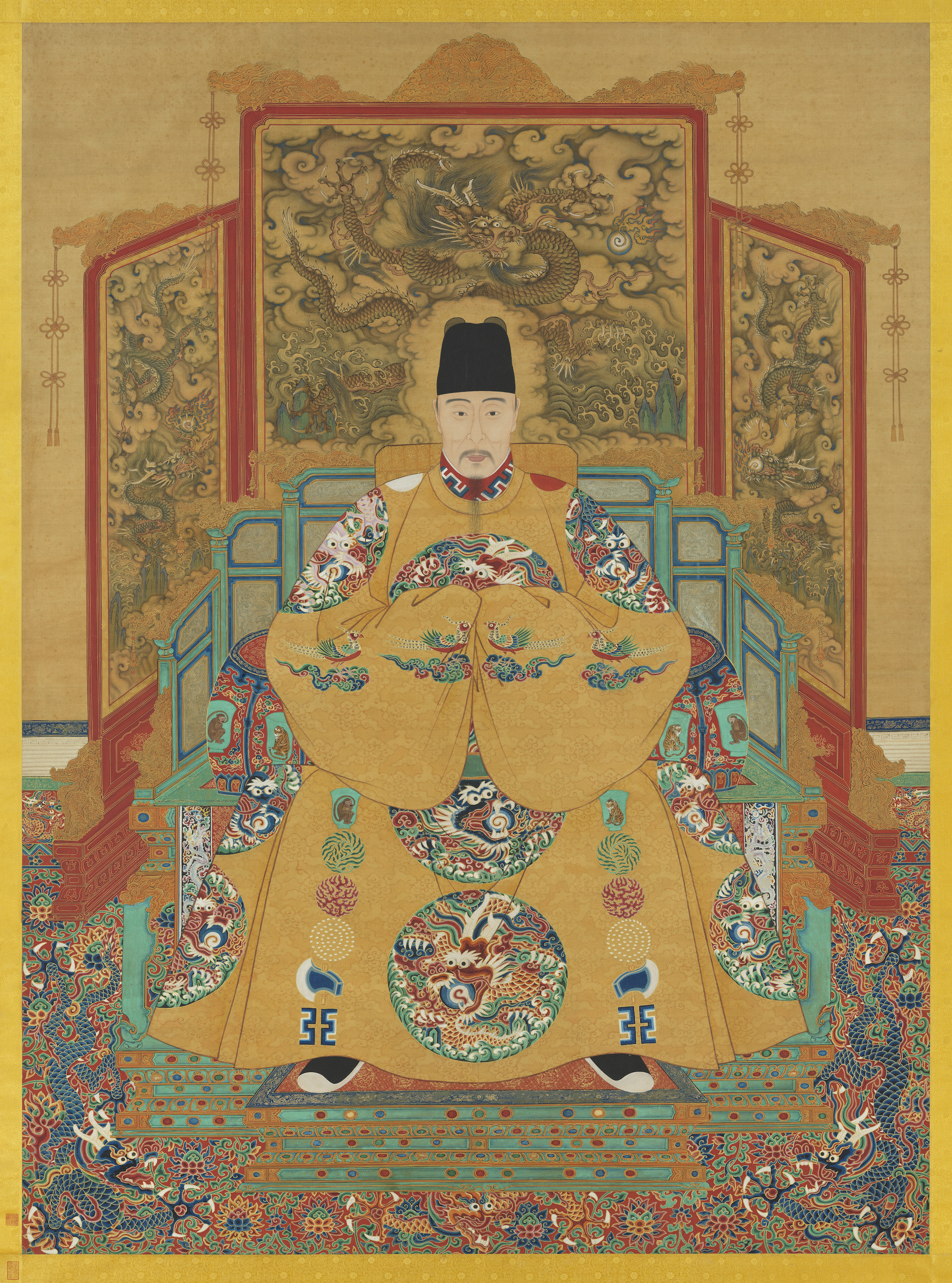
Imperador Jiajing

Ainda no mesmo ano, Diogo Pereira pediu a Galeote Pereira que levasse os seus juncos, com 30 portugueses, para a costa da província chinesa de Fuquiém, a fim de tentar escoar as mercadorias e despojos que lograra obter no Sião, sob condição de depois regressar a Malaca. Contudo, em 1549, decorria nas costas da China uma grande operação contra a pirataria lançada pelo Imperador Jiajing, e ativamente conduzida pelo governador de Fuquiém, Zhu Wan. Os juncos, apanhados na malhas dessa operação, foram obrigados a atracar na costa de Fuquiém. Parte da tripulação foi logo executada, deles alguns portugueses e seus escravos, como 90 chineses. Outra parte, incluído Pereira, ficaram presos em Fucheu durante mais dum ano, acusados de pirataria. Durante a detenção, os presos saíram varias vezes da cadeia e eram levados aos palácios dos nobres "para nos verem, eles e suas mulheres, por ainda não ter visto portugueses", o que permitiu a Pereira ver algo da cidade e das condições de vida da alta sociedade. Felizmente para Pereira e os outros portugueses sobreviventes assim como os seus companheiros, vindos de várias partes do império colonial português na Ásia, os inimigos de Zhu Wan na corte imperial souberam das irregularidades na execução extrajudicial dos prisioneiros e no manejo das mercadorias apreendidas. Uma comissão de inquérito chegou de Pequim, e vários funcionários foram destituídos dos seus cargos e punidos e dois condenados à morte; o próprio Zhu Wan suicidou-se. A acusação de pirataria foi anulada, no entanto quatro portugueses foram condenadas à morte por terem matado soldados chineses durante a arrestação, os outros portugueses, inicialmente condenados à prisão perpétua na prisão de Fuzhou, foram enviados para exílio, em vários locais na província de Guizhou. Com a ajuda dos mercadores portugueses de Cantão, Pereira e muitos dos outros detidos conseguiram fugir, em troca de valiosas "recompensas". Sabe-se que em fim de 1552 ele estava na ilha de Chang-chuang, por altura da morte de Francisco Xavier.

## O relato de Pereira
Vários dos sobreviventes portugueses do incidente de 1549 e da subsequente prisão escreveram relatos das suas experiências. O primeiro deles foi publicado já em 1555. No entanto, o de Galeote Pereira é considerado o mais completo, e é o mais conhecido.
Não se sabe quando Pereira escreveu seu relato pela primeira vez. Embora Charles Ralph Boxer (historiador britânico) suponha que Pereira possa ter escrito suas lembranças logo após sua fuga, o manuscrito mais antigo conhecido de suas anotações data de 1561. Trata-se de uma cópia feita por alunos indianos do Colégio Jesuíta de São Paulo, em Goa, e enviada a um dos escritórios centrais dos jesuítas na Europa. Enquanto o texto original em português, intitulado "Algũas cousas sabidas da China . . ." ("Algumas cousas sabidas da China...") não foi publicado na época, sua tradução italiana (ligeiramente abreviada) apareceu em Veneza em 1565 em um livro contendo vários outros relatos enviados por jesuítas da Índia. Uma tradução inglesa desse texto italiano, feita pelo ex-jesuíta inglês Richard Willis, foi impressa em 1577, na History of Travayle in the West and East Indies sob o título "Certos relatos da províncida da China, aprendidos através de Portugueses lá presos, e principalmente pela relação de Galeote Pereira, um senhor de bom crédito, que esteve preso naquele país muitos anos. Feito em italiano por RW".
O texto original em português já foi publicado em Portugal, e no vol. 153 do Archivum Historicum Societatis Iesu em Roma.
Foram publicados relatos de outros prisioneiros portugueses capturados junto com Pereira como a carta de Afonso Ramiro, enviada de Wuzhou para a base portuguesa em Langbaijiao em 1555.

### Conteúdo da relação

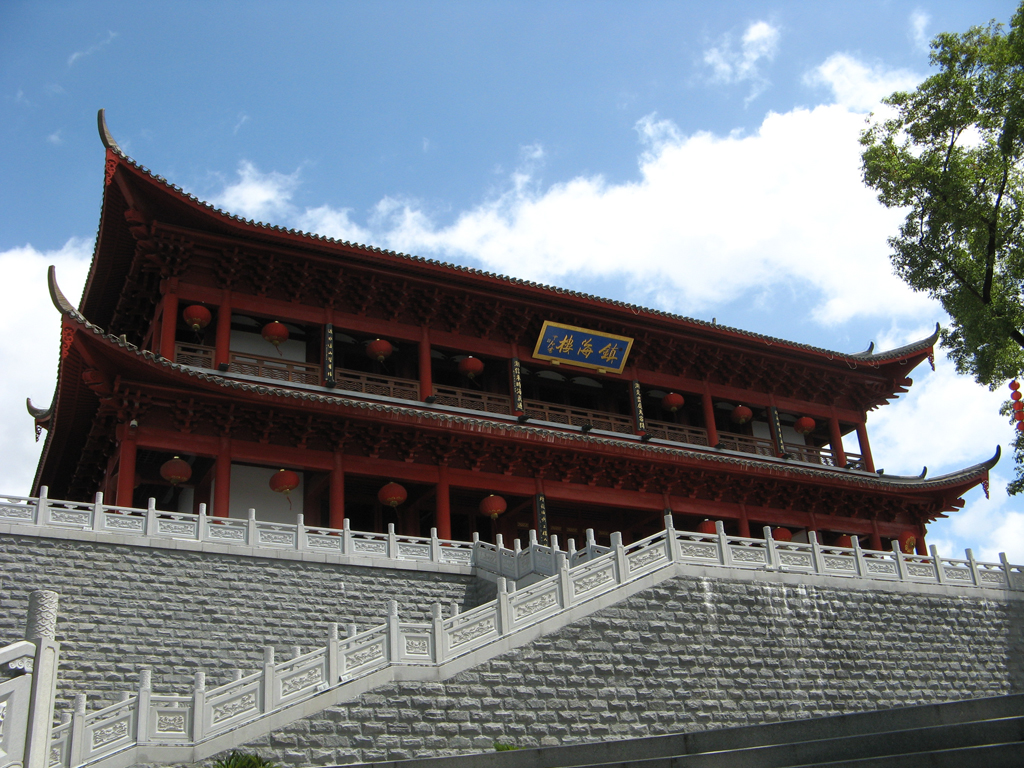
Torre Zhenhai em Fucheu "Todas estas cidades são muito formosas, principalmente as entradas, e as portas em extremo grandes, forradas de ferro. Têm em cima muito grandes torres..."

A organização do relato de Pereira é um tanto caótica: nem é um relato cronológico descrevendo uma cadeia de eventos, na forma de um "livro de viagem" ou "memórias", nem um tratado descrevendo vários aspetos da China com alguma ordem lógica (como posteriormente foram os livros de Gaspar da Cruz, Bernardino de Escalante ou Juan González de Mendoza). É mais uma descrição da China (detalhes geográficos, organização e administração do país, os títulos e funções de vários funcionários do governo, o sistema judiciário com as penas e os castigos, a comunidade muçulmana...) misturado com algumas memórias pessoais.
O manuscrito de Pereira começa com uma descrição geográfica listando as províncias chinesas, afirmando que são 13, dando nomes de 11 delas e uma breve informação sobre algumas, concluindo dando para "Confu", Yunnan e Sichuan, " quantas cidades (esses) três condados têm ainda não sabemos, como também os nomes próprios do décimo segundo e décimo terceiro condado, e as cidades neles". Isso mostra que Pereira (ou seus primeiros editores jesuítas) não estavam na posse da informação que o historiador lisboeta João de Barros tinha ao escrever a Terceira das suas Décadas da Ásia (publicada em 1563, mas escrita muito antes), que lista corretamente todos as quinzes províncias da China Ming.
Em seguida, ele faz uma breve descrição das cidades chinesas cujas "ruas são maravilhosas de se ver" e que são decoradas com numerosos " arcos do triunfo ", e do campo densamente povoado e intensamente cultivado. Ele está impressionado com as estradas bem pavimentadas e as pontes da estrada costeira de Fujian, construídas com pedras enormes.
Pereira está surpreso que a palavra "China", que os portugueses aprenderam no sul e sudeste da Ásia, não seja conhecida na própria China, e está curioso como os chineses chamam seu país e a si mesmos. Ele recebe a resposta de que "a terra toda se chamasse Tamen " (ou seja, Da Ming ), e os homens, Tamenjins (ou seja, Ta Ming Jen, 大明人, "Gente do Grande Ming").

### Descrição do sistema judicíario na época Ming
Devido às circunstâncias peculiares da permanência de Pereira na China, não surpreende que uma parte significativa do relato de Galeote Pereira trate da organização da justiça chinesa e das prisões.

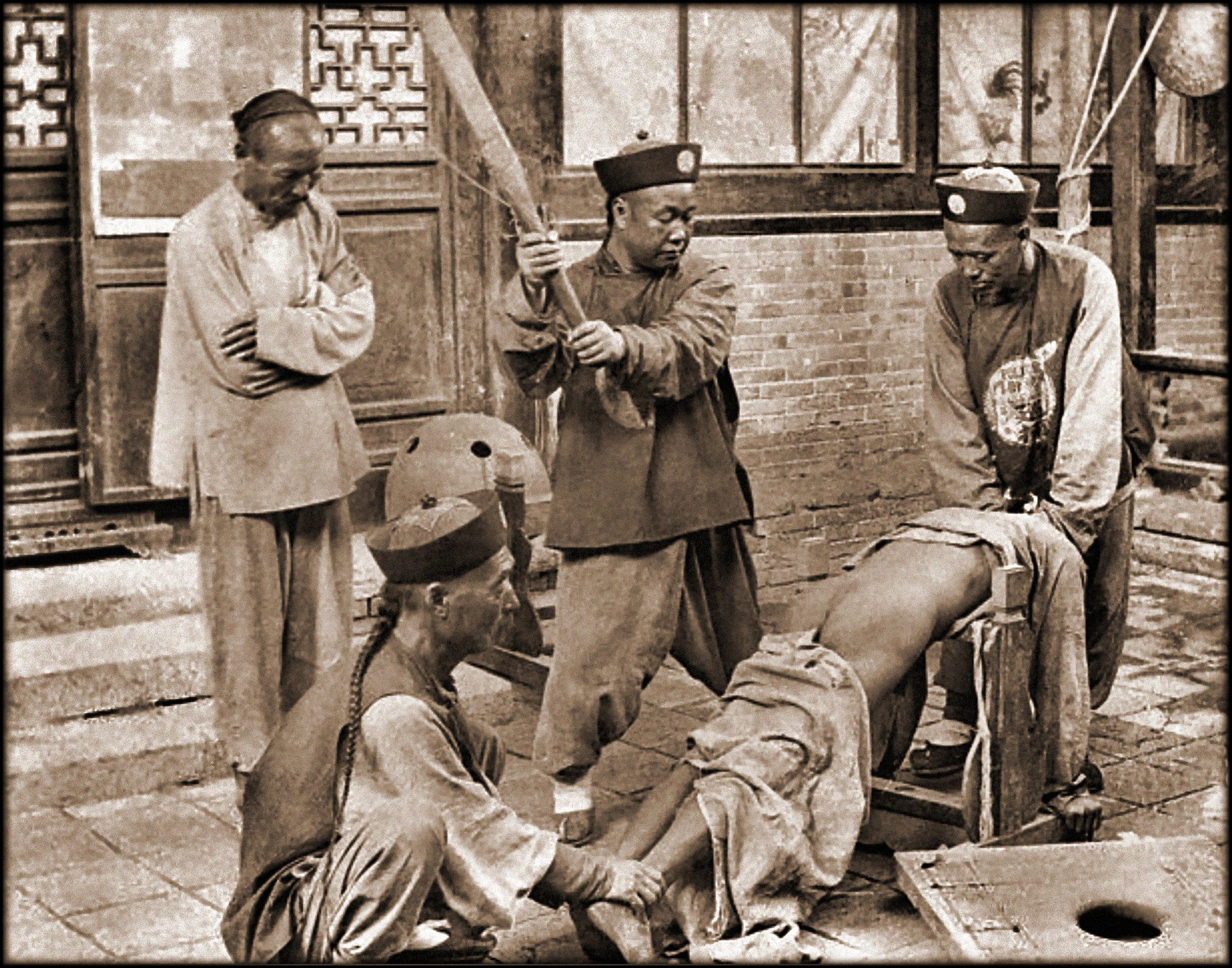
Castigo corporal na China com um bastão em 1900.

Ele descreveu as duras condições dentro das prisões da época, bem como a prática de castigos corporais:
| “ | São os seus açoites destes homens uns pedaços de bambus partidos pelo meio, afeiçoados para aquilo; não ficam agudos mas rombos, e dão-nos nas coxas, digo nas curvas. Deitam um destes açoitados no chão e alevantam a cana com ambas as mãos; dão tão grandes açoites que espantam quem os vê da crueza deles. Dez açoites tiram muito sangue, e se são vinte ou trinta ficam as curvas todas despedaçadas; e cinquenta ou sessenta há de estar um homem muito tempo em cura; e se é um cento não tem nenhuma cura, mas morre disto. | ” |
|   | — Algumas cousas sabidas da China, Galeote Pereira]. |   |

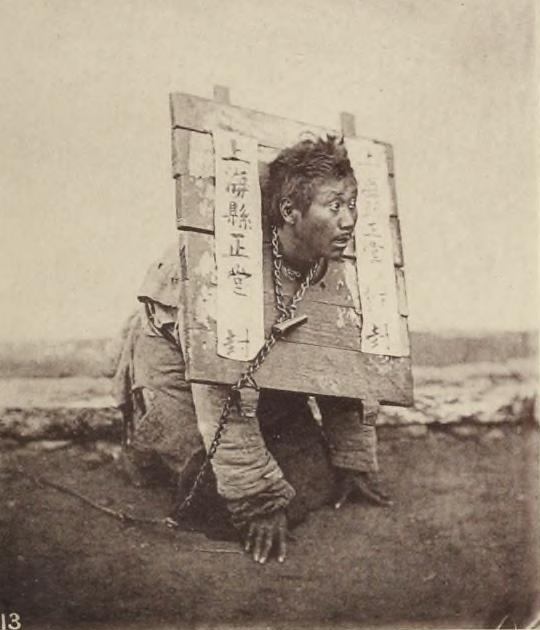
Preso Chinês, com uma canga em volta do pescoço em 1870, "...lançam-lhe ferros nos pés e nas mãos e depois disto uma tábua ao pescoço....Nesta tábua que cai para diante escrevem-lhe ali a sentença em letras grandes...

Galeote Pereira é um dos primeiro europeus a descrever a "canga" um instrumento de suplício que era muito usado na China na época.
| “ | E é desta maneira esta tábua um grande tormento, porque não pode um homem dormir nem comer, porque as mãos ficam debaixo da tábua com algemas nas mãos e não há poder viver. | ” |
|   | — Algumas cousas sabidas da China, Galeote Pereira]. |   |

 
Apesar da severidade de suas punições, Pereira exalta a imparcialidade do sistema judicial Ming. As acusações malignas de duas pessoas influentes, aparentemente seus antigos parceiros, não foram suficientes para ver os "contrabandistas" portugueses servir de bodes expiatórios. 
| “ | Porque em qualquer terra de cristãos em que assim foram tomados uns homens como nós, não conhecidos, e que tiveram contra si quaisquer partes, eu não sei que feito pudera ser o dos mártires, quanto mais nesta, sendo como é de gentios e tendo contra nós dois homens dos grandes desta terra e tantos inimigos por sua causa deles, e sem língua, nem nós não na sabermos. E no cabo vermos prender estes grandes, depostos dos seus cargos e honras e presos por amor de nós; e segundo diz o povo que não escaparão de lhes cotarem a cabeça a cada um deles - ora veja se fazem justiça ou não. | ” |
|   | — Algumas cousas sabidas da China, Galeote Pereira. |   |

### Religião

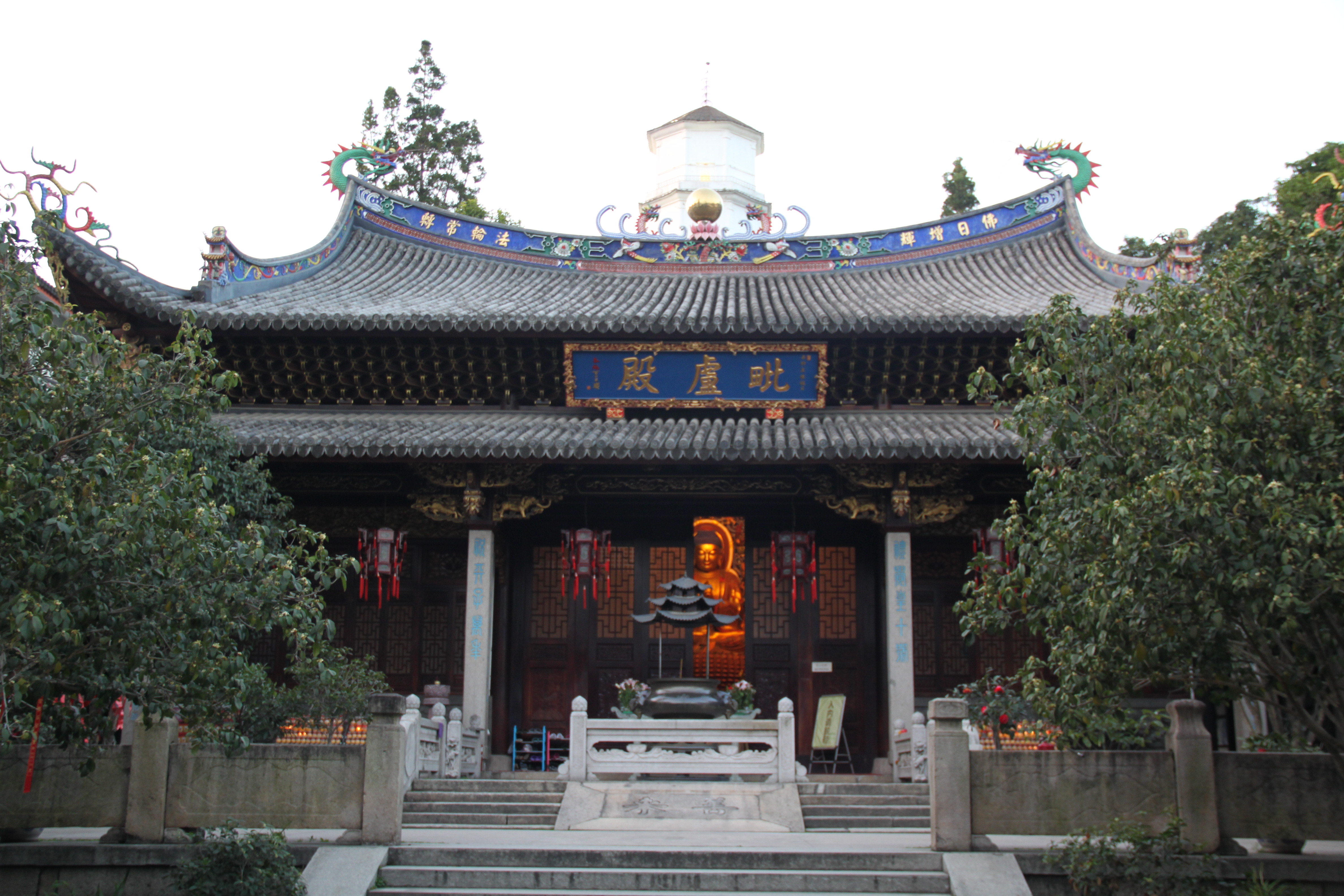
Templo budista (pagode branca) em Fuzhou (ou Fucheu). Há também outra maneira de templos, em que há assim nos altares como ao longo de todas as paredes muitos ídolos bem proporcionados e sem cabelo, a que chamem Omithofom.

A obra de Pereira fala menos sobre questões religiosas do que os livros posteriores de missionários cristãos (como Gaspar da Cruz, Martín de Rada ou Matteo Ricci); no entanto, ele ainda faz um breve relato das práticas religiosas dos povos Han e Hui. Ele observa que as pessoas se referem ao poder divino supremo como "Céu", explicando que "como nós dizemos  "Deus o sabe", dizem eles Tien jautee (t'ien hsiao tê), o que quer dizer "O céu o sabe"".  Ele percebeu pelo menos que existem vários tipos de templos, e a divindade cultuada em alguns deles é referida como Omithofom ( Āmítuó Fó, ou buda)

Pereira considera que os muçulmanos de Fujian estão quase inteiramente assimilados à corrente principal chinesa. Segundo ele, "que de sua seita sabiam tão pouco que não diziam mais  " mouro é Mafamede e mouro foi meu pai , e eu sou mouro". E assim com isto algumas palavras mal acertadas do seu Alcorão e com não comerem porco" (Mouros era na época uma forma comum para os portugueses se referirem a qualquer muçulmano).  Ele diz que havia mais de 200 muçulmanos em uma cidade de Guangxi que ele visitou (não está muito claro se ele está falando de Wuzhou ou Guilin ), todos participando nas orações de sexta-feira em suas mesquitas. Pensa, no entanto, 
| “ | Mas isto parece-me que durará enquanto durarem estes poucos que ainda são vivos.... E quanto aos filhos e netos, já são tão baralhados que não tem mais de mouros que não comerem porco, e ainda alguns o escondidamente. | ” |
|   | — Algumas cousas sabidas da China, Galeote Pereira. |   |

### Aprendizagem da língua
Várias referências a intérpretes (chineses), ou problemas que surgem na sua ausência, indicam que poucos ou nenhum dos prisioneiros portugueses entendia chinês, pelo menos no início.  E não há informações explícitas sobre a sua aprendizagem do chinês mesmo ao final de sua permanência forçada no país.

### Outros elementos notáveis do relato de Pereira
Galeote Pereira é surpreendido como um povo não cristão pode ser tão solidário, 
| “ | Têm mais uma coisa que parece bem, e nos espantou muito por serem gentio. Em todas as cidades há hospitais que estão sempre cheios de gente, Nunca vimos em todo este tempo um pobre pedir esmolas pelas portas. E perguntando pela causa, me disseram que havia em cada cidade um grande encerramento em que havia muita quantidade de aposentos para gente pobre, convém a saber, cegos, aleijados ou pessoas tão velhas que não possam já trabalhar e não tenham outro remédio de vida. A qual gente tem nestas casas arroz em abastança e que lhes sobeja, sem mais outra coisa e isto têm em vida dos que se ali metem | ” |
|   | — Algumas cousas sabidas da China, Galeote Pereira. |   |

Assim como Gaspar da Cruz alguns anos depois, Pereira está consternado com a prevalência e aceitação comum das relações homossexuais 
| “ | E o inconveniente que víamos para isto poder ter algum estorvo é o pecado da sodomia, que entre os baixos é muito geral e entre os grandes não se estraha muito | ” |
|   | — Algumas cousas sabidas da China, Galeote Pereira. |   |

Marco Polo também achou a prática tão prevalente e aceita sob o Yuan governado pelos mongóis.
Mas também como Polo, Pereira tem algumas lacunas surpreendentes: ele não faz nenhuma referência à prática generalizada dos pés de lótus. Tampouco menciona o uso da erva Camellia sinensis (chá), nem o caráter único do sistema de escrita do Império nem da técnica chinesa de impressão.

### Influência da relação de Pereira
Segundo a estimativa de Boxer, cerca de um terço do relato de Galeote Pereira foi posteriormente incorporado no Tratado da China, de Gaspar da Cruz, o primeiro livro específico da China publicado na Europa (1569). Por meio desse livro, ou da obra de Bernardino de Escalante em grande parte derivada de da Cruz, muitas das informações transmitidas por Pereira chegaram à História do Grande e Poderoso Reino da China de Juan González de Mendoza e sua situação (1585), que se tornaria o livro de maior autoridade da Europa sobre a China nas três décadas seguintes.
A Peregrinação de Fernão Mendes Pinto deve também muito à Pereira em vários pontos.

## Legado
O filme tailandês de língua inglesa de 2005 The King Maker mostra um personagem semelhante a Galeote Pereira. Embora o personagem chama-se Fernando da Gama, ele é descrito como um soldado português ajudando a defender o reino siamês de Ayutthaya.